# John Spencer-Churchill (7. książę Marlborough)
John Winston Spencer-Churchill, 7. książę Marlborough KG (ur. 2 czerwca 1822 w Garboldisham Hall w Norfolk, zm. 4 lipca 1883 w Mayfair w Londynie) – brytyjski arystokrata i polityk, najstarszy syn George’a Spencer-Churchilla, 6. księcia Marlborough, i lady Jane Stewart, córki 8. hrabiego Galloway. Dziadek premiera Wielkiej Brytanii, Winstona Churchilla.

## Życiorys
Od urodzenia nosił tytuł hrabiego Sunderland. Od 1834 r. uczęszczał do Eton College. Uczelnię ukończył w 1839 r. W 1840 r. jego ojciec został 6. księciem Marlborough, zaś on sam uzyskał tytuł markiza Blandford. W tym samym roku rozpoczął naukę w Oriel College na Uniwersytecie Oksfordzkim. Uczelnię tę ukończył 7 czerwca 1853 r. z tytułem doktora prawa cywilnego.
W karierze politycznej związał się z Partią Konserwatywną. Z jej ramienia został w 1844 r. wybrany do Izby Gmin z okręgu Woodstock. W niższej izbie parlamentu zasiadał (z przerwą w latach 1845–1847) do 1857 r., kiedy to po śmierci swojego ojca został 7. księciem Marlborough i zasiadł w Izbie Lordów. W tym samym roku otrzymał urząd Lorda Namiestnika Oxfordshire. W 1866 r. został Lordem Stewardem. 10 lipca 1866 r. wszedł w skład Tajnej Rady. W marcu roku następnego został Lordem Przewodniczącym Rady (do grudnia 1868 r.). 23 maja 1868 r. został kawalerem Orderu Podwiązki.
W 1874 r. odmówił przyjęcia proponowanego mu stanowiska wicekróla Irlandii, ale nie odmówił dwa lata później, kiedy zaproponowano mu urząd Lorda Namiestnika Irlandii. Na tym stanowisku pozostał do 1880 r. Jego rządy zyskały popularność na wyspie i przyczyniły się do ożywienia handlu w Irlandii.
12 lipca 1843 r. w Mayfair w Londynie poślubił lady Frances Anne Emily Vane (15 kwietnia 1822 – 16 kwietnia 1899), córkę Charlesa Vane’a, 3. markiza Londonderry, i lady Frances Vane-Tempest, córki sir Henry’ego Vane-Tempesta, 2. baroneta. John i Frances mieli razem pięciu synów i sześć córek:
- George Charles Spencer-Churchill (13 maja 1844 – 9 listopada 1892), 8. książę Marlborough
- Frederick John Winston Spencer-Churchill (2 lutego 1846 – 5 sierpnia 1850)
- Cornelia Henrietta Maria Spencer-Churchill (17 września 1847 – 22 stycznia 1927), żona Ivora Guesta, 1. barona Wimborne, miała dzieci
- Rosamond Jane Frances Spencer-Churchill (1848 – 3 grudnia 1920), żona Williama Fellowesa, 2. barona de Ramsey, miała dzieci
- Randolph Henry Spencer-Churchill (13 lutego 1849 – 24 stycznia 1895)
- Fanny Octavia Louise Spencer-Churchill (29 stycznia 1853 – 5 sierpnia 1904), żona Edwarda Marjoribanksa, 2. barona Tweedmouth, miała dzieci
- Anne Emily Spencer-Churchill (14 listopada 1854 – 20 czerwca 1923), żona Jamesa Innes-Kera, 7. księcia Roxburghe, miała dzieci, jej potomkami są wszyscy kolejni książęta Roxburghe
- Charles Ashley Spencer-Churchill (1856 – 11 marca 1858)
- Augustus Robert Spencer-Churchill (4 lipca 1858 – 12 maja 1859)
- Georgiana Elisabeth Spencer-Churchill (14 maja 1860 – 9 lutego 1906), żona Richarda Curzon-Howe’a, 4. hrabiego Howe, miała dzieci
- Sarah Isabella Augusta Spencer-Churchill (1861 – 22 października 1929), żona podpułkownika Gordona Wilsona, nie miała dzieci

Książę Marlborough zmarł w wieku 61 lat. Jego pogrzeb odbył się w kaplicy Blenheim Palace w Woodstock. Pozostawił po sobie majątek oceniany na 146 000 funtów.